# Zwergschwertträger
Der Zwergschwertträger (Xiphophorus pygmaeus) ist eine Fischart aus der Unterfamilie der Lebendgebärenden Zahnkarpfen (Poeciliinae). Der wissenschaftliche Artname weist auf seine im Verhältnis zu anderen Xiphophorus-Arten recht geringe Körpergröße hin (lateinisch pygmaeus „Däumling“, aus altgriechisch πυγμαῖος pygmaíos „faustgroß“).

## Aussehen und Verbreitung
Zwergschwertträger besitzen einen weniger hohen Rücken als andere Arten der Gattung. Dadurch wirken sie vergleichsweise schlank. Die Körperfarbe ist meist graubraun. Die Männchen tragen in der Regel kein oder nur ein angedeutetes (1–2 mm langes) Schwert (verlängerte untere Schwanzflossenstrahlen) und werden bis 3,5 cm lang, sie zeigen einen eher gestreckten Körperbau. Unter den Männchen gibt es auch eine gelbe Farbmorphe. Männliche Tiere lassen sich, wie bei den meisten Zahnkarpfen üblich, an ihrem schmalen Gonopodium erkennen, das zu inneren Befruchtung eingesetzt wird. Erwachsene Weibchen können eine Gesamtlänge von 4,5 cm erreichen, sind deutlich hochrückiger als die Männchen, und ihre Afterflosse ist dreieckig.
Das Verbreitungsgebiet erstreckt sich vom Rio Axtla (ein Nebenfluss des Rio Moctezuma in Zentral-Mexiko) und seinen Nebenflüssen bis nach Guatemala. Es handelt sich um schnell fließende Gewässer mit schlammigem Bodengrund und einer Temperatur um 23 °C.

## Haltung und Zucht
Da es sich um eine klein bleibende Art handelt, sollte sie nicht mit ruppigen Fischen vergesellschaftet werden. Das Becken sollte gut bepflanzt sein, Versteckmöglichkeiten bieten und mindestens 40 Liter Wasser fassen. Am besten lassen sich die Tiere in einer Gruppe aus mehreren Männchen und Weibchen züchten. Dann gelingt die Fortpflanzung am besten. Die Weibchen setzen alle 26–30 Tage Jungfische ab, die mit 6–7 mm länge verhältnismäßig groß sind. Aus diesem Grund sind sie meist vor Nachstellungen durch die Eltern sicher.
Die Tiere sind omnivor (Allesfresser), der Zuchterfolg lässt sich jedoch deutlich durch eine abwechslungsreiche Kost und vor allem Lebendfutter steigern. Gerne werden Salinenkrebse (Artemia salina) genommen, für die Aufzucht haben sich deren entkapsulierten Nauplien bewährt. An die Wasserwerte stellen diese Fische keine großen Ansprüche (Temperatur 18–23 °C, GH bis 15° dH, pH 7–8), ein regelmäßiger Teilwasserwechsel ist aber empfehlenswert.